# Museo teatrale alla Scala
Il Museo teatrale alla Scala è un'istituzione museale privata di Milano situata nel Casino Ricordi, nelle adiacenze del Teatro alla Scala. Conserva una ricca collezione di dipinti legati al mondo dell'Opera lirica e del teatro in generale, bozzetti scenografici, lettere, ritratti, autografi e strumenti musicali antichi.

## Storia

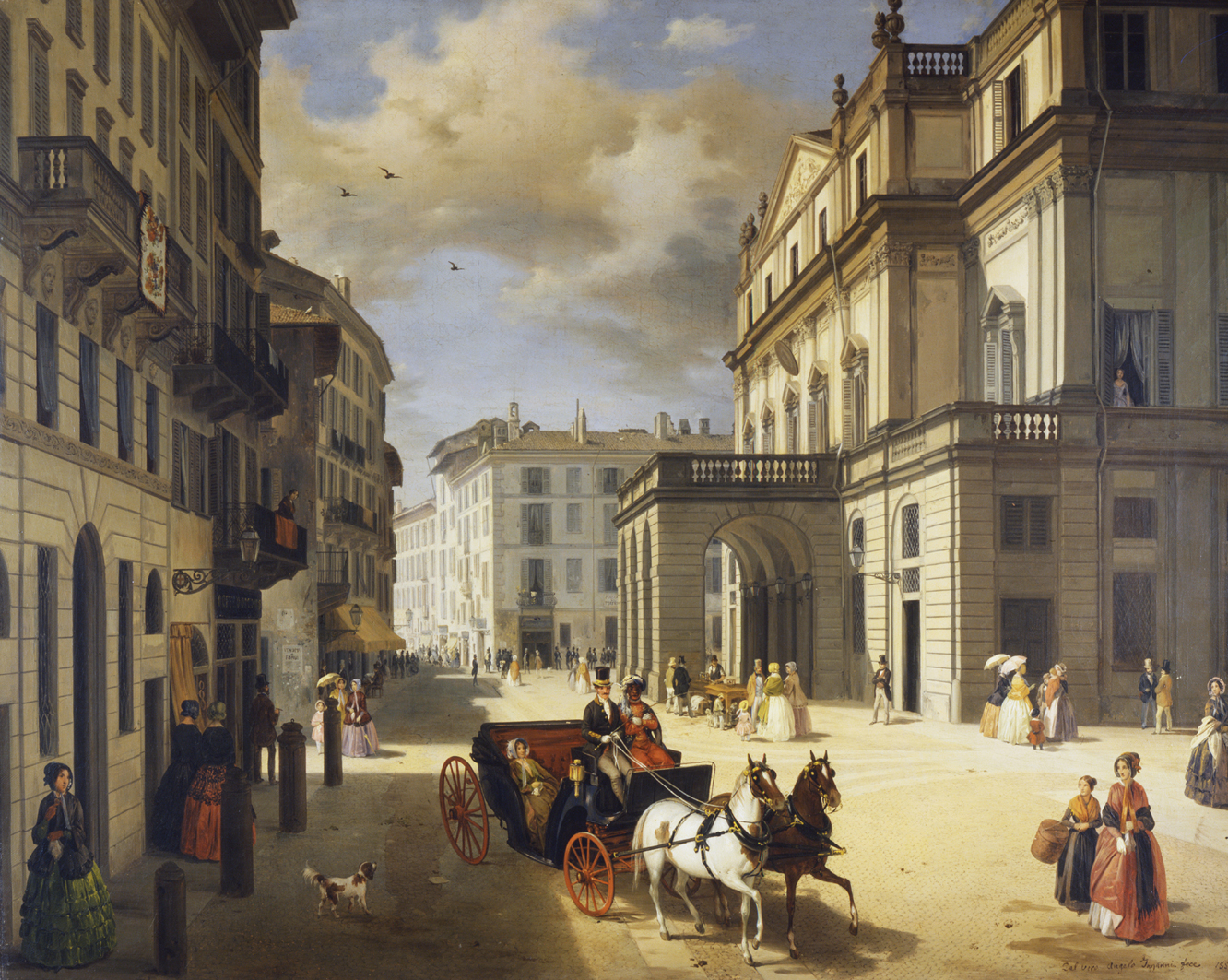
Angelo Inganni, La facciata del Teatro alla Scala, 1852

Il museo è dedicato alla storia secolare del Teatro alla Scala e il primo nucleo si costituì nel 1911 con l'acquisto ad un'asta parigina della collezione privata dell'antiquario parigino Giulio Sambon, grande appassionato di teatro: l'acquisto fu reso possibile grazie ad una sottoscrizione pubblica e ad uno stanziamento del governo, la cui quota di sottoscrizione era di 5000 Lire dell'epoca (una cifra considerevole, che si avvicina ai 20 000 euro del 2024). La raccolta intendeva documentare la storia dello spettacolo dall'antichità alla contemporaneità, inizialmente senza una relazione con l'attività specifica del teatro alla Scala. 
Il Museo, la cui costruzione fu proposta da Arrigo Boito, Lodovico Pogliaghi e Ettore Modigliani fu inaugurato ufficialmente il giorno 8 marzo 1913.
Negli anni successivi molte donazioni e acquisizioni si sono aggiunte al nucleo iniziale della raccolta: durante la seconda guerra mondiale le collezioni furono spostate in luoghi sicuri per la custodia e al termine della guerra, dopo la ricostruzione, il museo fu riallestito ad opera di Fernanda Wittgens.

## Collezione

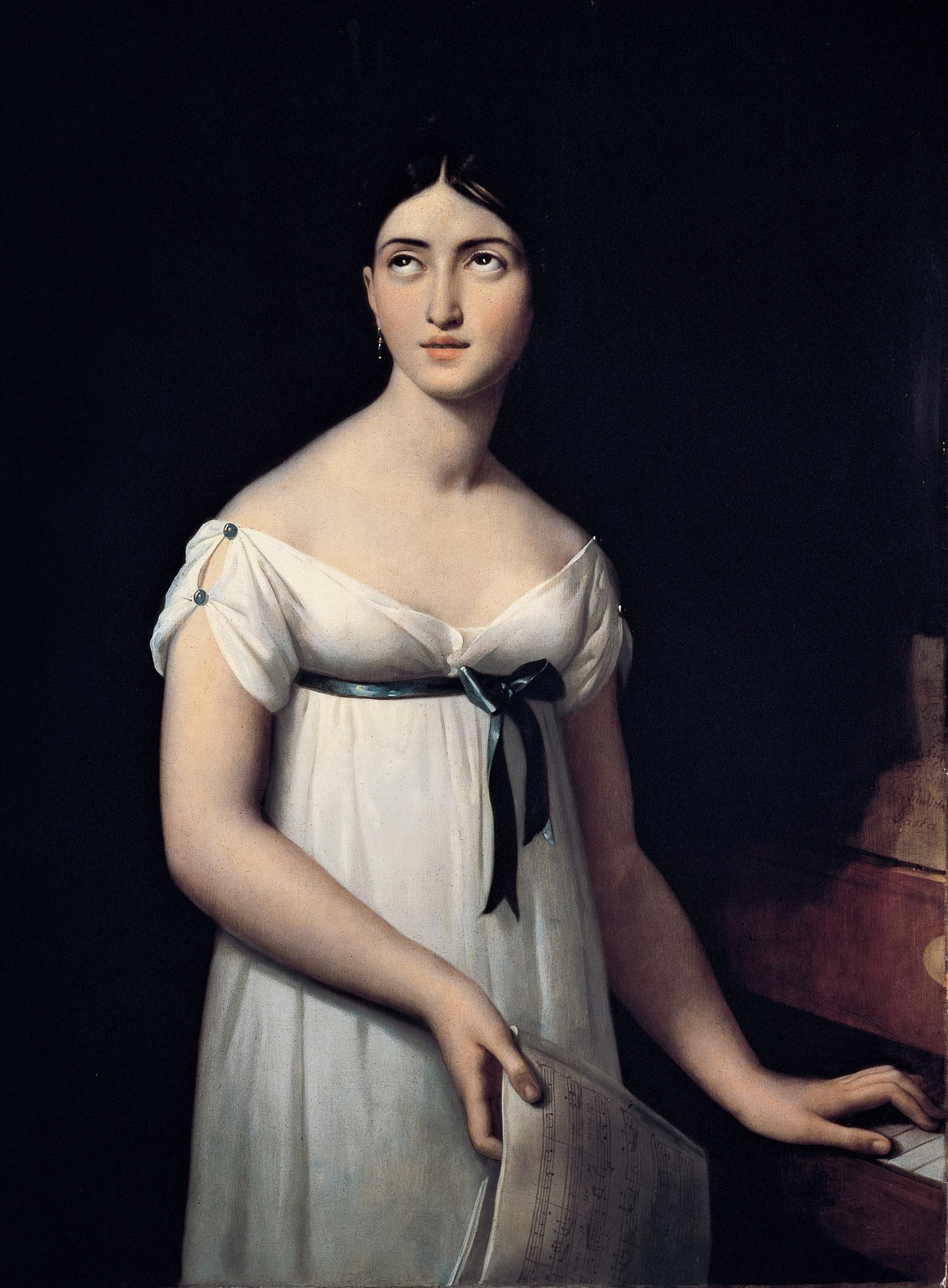
Giuditta Pasta, Gioacchino Giuseppe Serangeli, 1821

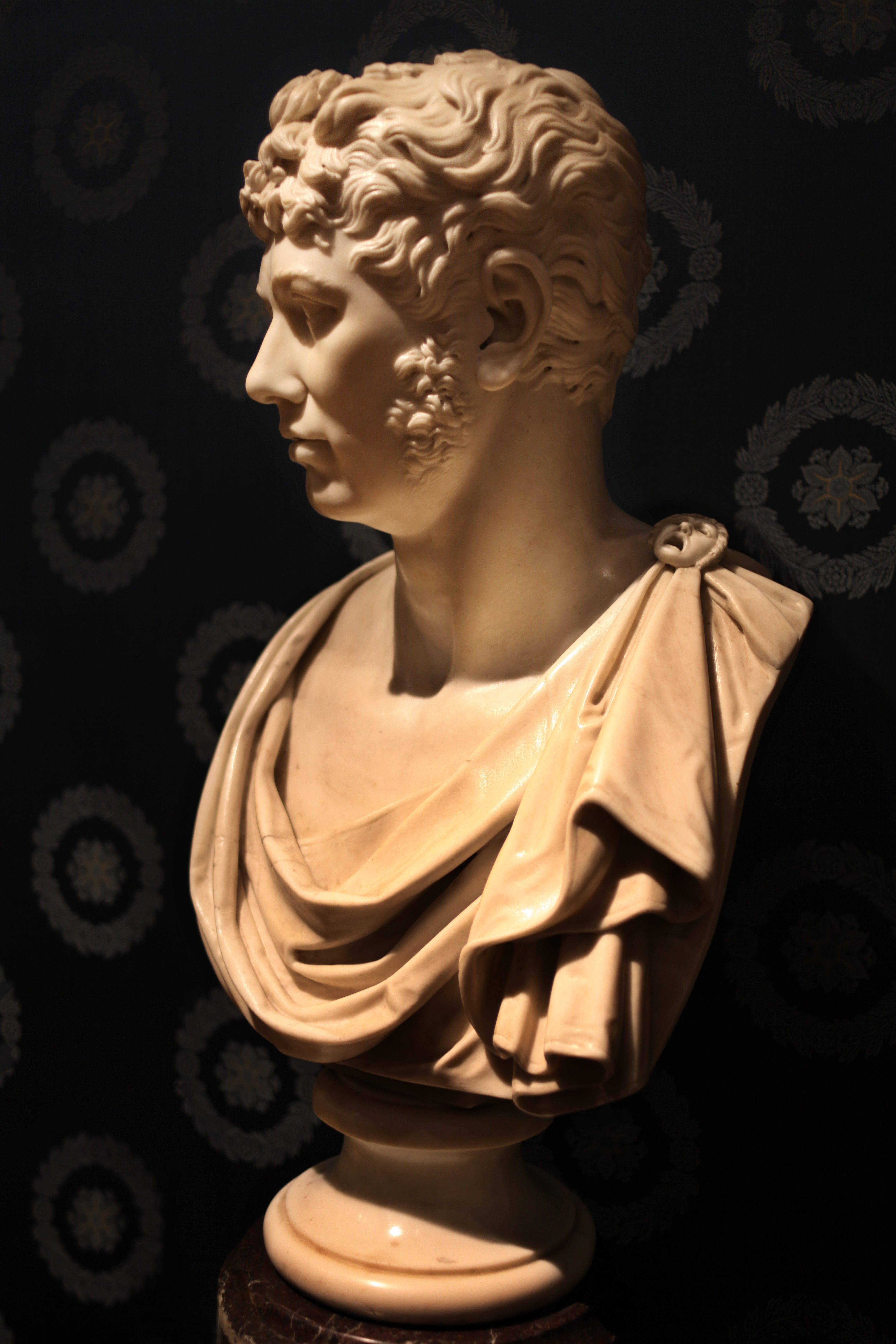
Antonio Canova, Busto di Nicola Tacchinardi

L'area espositiva del museo è costituita da quattordici sale ed espone busti in marmo e ritratti di numerosi compositori, direttori d'orchestra e artisti dell'ambito musicale europeo degli ultimi due secoli, strumenti musicali antichi. Alcuni dipinti raffigurano il Teatro alla Scala. Un quadro di Angelo Inganni rappresenta la facciata della Scala nel 1852, quando ancora l'ingresso al teatro era a ridosso dei palazzi e la piazza antistante non era stata aperta.
Tra opere di pregio esposte nel museo si trovano strumenti musicali, quadri e busti in marmo e bronzo di artisti famosi:
- un virginale del secolo XVII completamente decorato, realizzato da Francesco Guaracino;
- una collezione di porcellane (provenienti dalle manifatture artistiche di Capodimonte, Doccia e Meissen) che raffigurano maschere della commedia dell'arte, musicanti, strumenti musicali e ballerini;
- Angelo Monticelli, bozzetto per il II sipario della Scala
- Evaristo Baschenis, strumenti musicali
- Luigi Pedrazzi, ritratto di Maria Malibran
- Gioacchino Serangeli, ritratto di Giuditta Pasta
- Antonio Canova, busto di Nicola Tacchinardi
- Steinway & Sons, pianoforte appartenuto a Franz Liszt
- Achille Scalese, ritratto di Giuseppe Verdi
- Anonimo, tavole da gioco, Torre e Lotto Reale

## Biblioteca

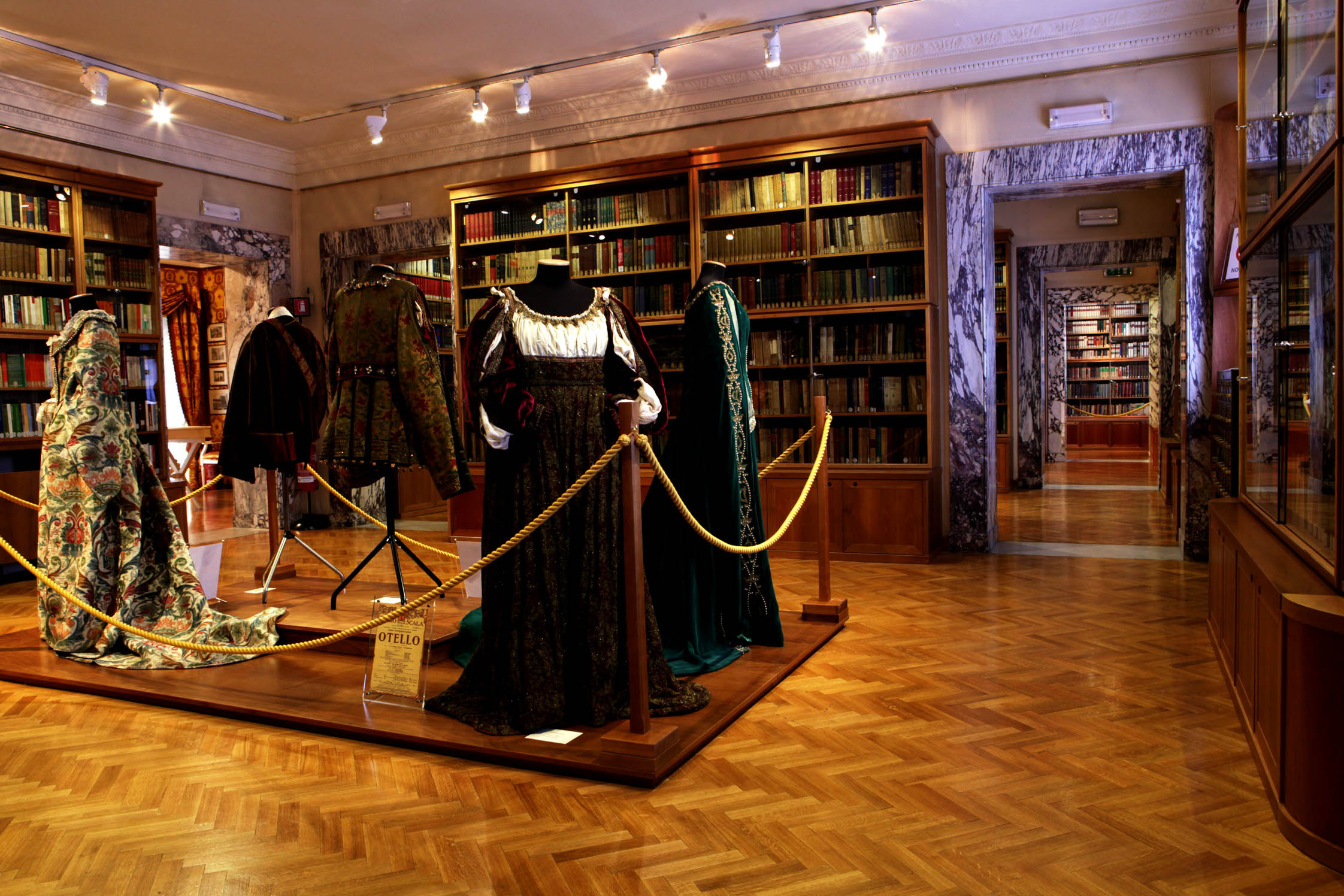
Una delle sale della biblioteca

Al museo è annessa la biblioteca "Livia Simoni" costituita contestualmente al museo con un nucleo di circa 10 000 volumi di storia e critica teatrale e partiture musicali. Nel 1954 con lascito testamentario del critico teatrale e commediografo Renato Simoni la biblioteca si incrementò dell'intera sua raccolta di 40 000 volumi; in memoria della madre del critico, la biblioteca fu intitolata a Livia Simoni. Confluirono poi nella biblioteca due ulteriori grandi raccolte, quella dell'attore Ruggero Ruggeri (acquisita dalla Cassa di Risparmio delle Provincie Lombarde e donata al museo) e quella del giornalista, scrittore, commediografo, sceneggiatore nonché inventore dell'espressione «dolce vita» Arnaldo Fraccaroli, donata dal figlio.
Il patrimonio librario della biblioteca è costituito da oltre 150 000 volumi, che ne fanno una delle biblioteche più importanti per ricchezza e completezza delle collezioni nell'ambito teatrale, lirico, musicale e della danza. Fanno parte del patrimonio bibliografico rari volumi a partire dal cinquecento relativi a rappresentazioni di tema sacro e profano e favole pastorali, edizioni illustrate di pregio del seicento e molti esemplari autografati e postillati.

## Archivio
La sezione d'archivio della biblioteca conserva ampie collezioni di bozzetti di scenografie, figurini teatrali, fotografie, locandine e manifesti, libretti d'opera, lettere di attori, registi, compositori e cantanti che nel tempo hanno collaborato con il Teatro alla Scala dal secolo XVII ai nostri giorni. Sono inoltre presenti numerose partiture musicali manoscritte di Giuseppe Verdi, Gioachino Rossini, Giacomo Puccini e Gaetano Donizetti. Sono inoltre conservati alcuni manoscritti musicali di opere complete tra cui: la Messa da Requiem di Giuseppe Verdi e il Tancredi di Gioachino Rossini, oltre a pagine sparse e schizzi di Mozart, Beethoven, Puccini, Donizetti, Bellini.